# Martin Vahl
Martin (Martinus) Henrichsen Vahl  (n. 10 octombrie 1749, Bergen - d. 24 decembrie 1804, Copenhaga) a fost un ilustrator, medic, naturalist și zoolog precum profesor universitar de botanică din Uniunea de Calmar și de naționalitate norvegiană. Abrevierea numelui său în cărți științifice este Vahl.

## Familie
Martin a fost fiul comandantului de vas, mai târziu negustorului Henrich Rasmussen (n. 7 aprilie 1720, Bergen – d. 23 septembrie 1794, Bergen) și al Christinei Elisabeth Corneliusdatter Friis (n. 1726, Bergen - 13 decembrie 1765, Bergen). Sa căsătorit pe 17 decembrie 1788 în Christiania cu Annichen Dorothea Elisabeth Dedekam (n. 8 ianuarie 1769, Arendal – d. 4 decembrie 1830, Copenhaga). Soții au avut 6 copii, între ei pe Jens Laurentius Moestue (n. 27 noiembrie 1796, Copenhaga –  d. 12 noiembrie 1854, Copenhaga) care de asemenea a devenit botanist dar și chimist precum farmacist.

## Biografie
După absolvirea unui examen artium la Schola Cathedralis Bergensis (Colegiul Catedralei din Bergen), tânarul Martin a studiat în perioada 1766-1774 medicina și botanica la Universitatea din Copenhaga și apoi la cea din Uppsala, acolo ca student al faimosului savant suedez Carl von Linné. După ce și-a luat doctoratul, a predat botanica ca lector la Grădina Botanică a Universității din Copenhaga între 1779 și 1782. În anul 1783, a fost numit de regele Christian al VII-lea al Danemarcei, șef unei expediții științifice, în timpul căreia a vizitat Olanda, Franța, Italia, Spania, Coasta Berberă, Elveția, și Anglia. În aceste țări, a făcut mari colecții de plante și a vizitat principalele muzee. În timpul vizitei Angliei a stat în relații constante cu renumiții savanți Sir Joseph Banks și Sir James Edward Smith (fondator al Linnean Society of London), la ale căror ierbare și biblioteci a avut acces permanent, folosind în mod extensiv acest privilegiu. Întors la Copenhaga în 1785, a fost numit profesor de istorie naturală la universitate și, în 1787, i-a fost încredințată continuarea mult cunoscutei și apreciatei  "Flora Danica" (un atlas cuprinzător de botanică, care conține poze folio-dimensionale ale tuturor plantelor sălbatice originare din Danemarca, în perioada 1761-1883), la care a contribuit cu fasciculele XVI-XXI (până în 1799) și a făcut mai multe excursii pe coastele și în munți din Norvegia în scopul obținerii materialelor pentru această lucrare.
Fiind căsătorit și stabilit în țara sa natală, a realizat de asemenea publicarea descoperirilor și observațiilor sale într-o lucrare folio în 3 volume intitulată, Symbolae botanicae, sive plantarum, tam earum, quas in itinere, imprimis orientali (1790-1794), fiecare însoțit de douăzeci și cinci de plăci necolorate, nu foarte finisate, dar expresive și corecte. Obiectivul principal al acestei lucrări a fost, în primul rând, ilustrarea descoperirilor lui Peter Forsskål (1732-1763). Aceste cărți, în care a adăugat și achizițiile din călătorii proprii, le-a îmbogățit în plus cu descrieri și figuri de plante noi sau rare din diverse alte surse, făcut posibil datorită corespondenței cu numeroși alți botaniști, în special cu Julius Philipp Benjamin von Rohr (1737–1793) din coloniile daneze în Caraibe. Lucrarea sa în 4 volume, Eclogae americanae; seu, Descriptiones plantarum praesertim Americae meridionalis, nondum cognitarum, publicarea începând în 1796, este o continuare a Symbolae botanicae pe același plan, dar dedicat plantelor americane.
Dar în 1799 i sa retras funcția de editor la "Flora Danica", Vahl fiind suspectat de a fi prieten al conducerii Franței. Într-adevăr, savatul a avut o afecțiune pentru această țară, cultură precum gândirile revoluționare și în timpul unei vizite ulterioare, l-a întâlnit personal pe viitorul împărat Napoleon I.

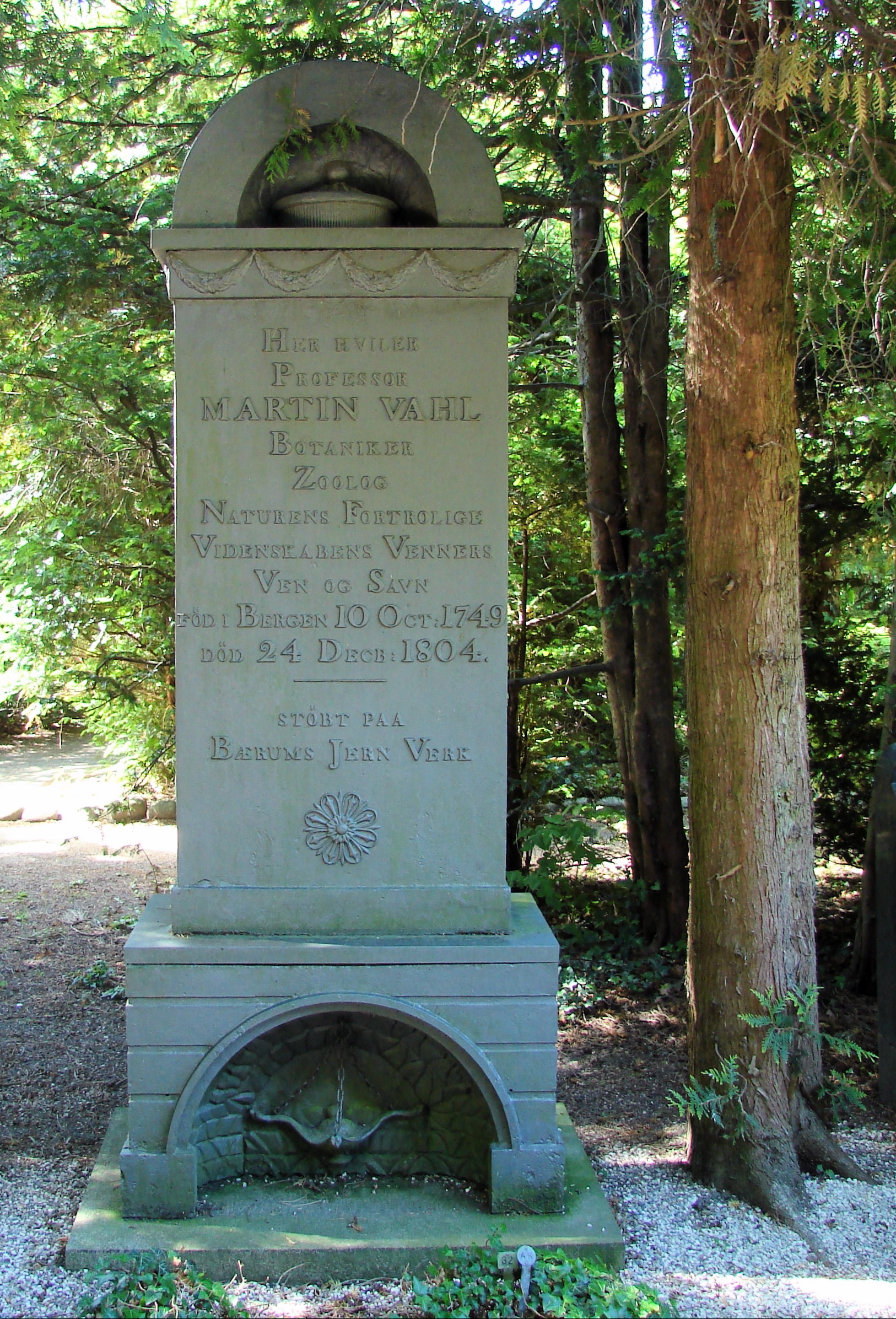
Mormântul lui Martin Vahl

Totuși, în 1801, a fost numit profesor de botanică la Universitatea din Copenhaga, o funcție care a întreținut-o până la moartea sa.
Totuși, în 1801, a fost numit profesor de botanică la Universitatea din Copenhaga, o funcție care a întreținut-o până la moartea sa, iar deja cu doi ani înainte, Vahl a primit sprijinul pecuniar al guvernului danez pentru o a doua expediție prin Olanda și împrejurarea Parisului în scopuri botanice, în primul rând, în vederea compunerii unei mari lucrări, de lungă durată în contemplarea sa, pe modelul Species Plantarum al lui Linné. Dar a trăit doar publicarea primului volum, sub titlul Enumeratio plantarum, vel ab alium vel ab ipso observatum, cum earum differentiis specificis, synonymis selectis et descriptionibus succinctis, în 1804, al doilea, a fost publicat de văduva sa în 1805. Introducerea abundentă a unor specii noi, descrierile ample originale, sinonimele bine alese și observațiile judicioase au făcut din această lucrare una mult mai bună decât oricare alta, oferindu-i tot meritul unei performanțe autentice. Pe lângă adăugarea caracteristicilor generice esențiale, ca și în Systema Vegetabilium a lui Linné, Enumeratio lui Vahl este îmbogățită cu o descriere comprehensivă a obiceiului particular al fiecărui gen, fiind astfel o componentă importantă spre îmbunătățirea clasificării naturale.
Marele om de știință a murit mult prea timpuriu și a fost înmormântat în cimitirul Assistens Kirkegård din Copenhaga.

## Specii denumite de Vahl (selecție)

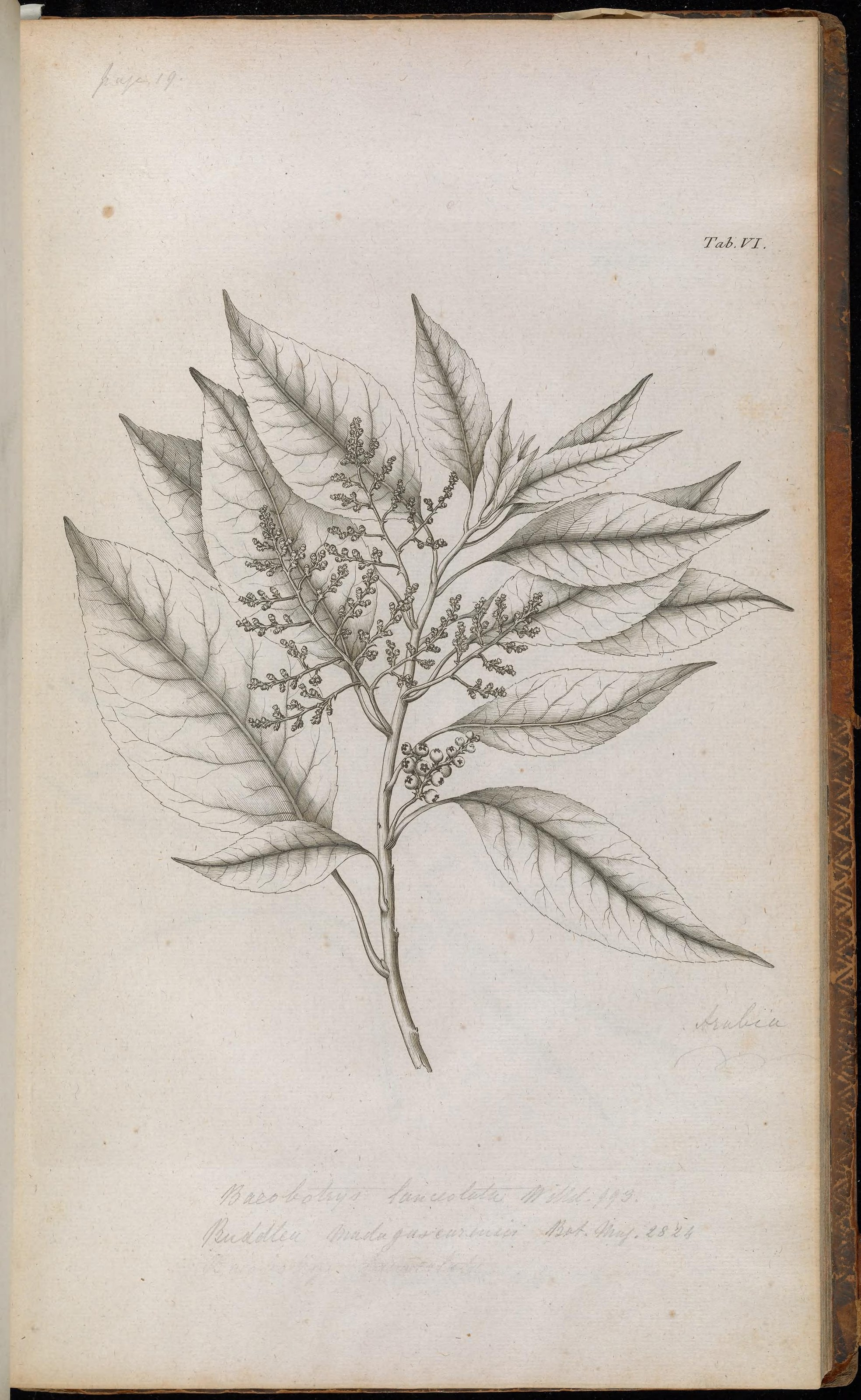
Symbolae botanicae, tab. VI: Aralia

Marele savant a descris aproape 1000 de specii de plante și ciuperci Aici sunt enumerate doar soiuri care încă mai poartă taxonul originar dat de Vahl cu litera „A”. Restul se poate vedea sub legătura creată.
| - Achimenes, gen Vahl, 1791 (Gesneriaceae) - Abildgaardia monostachya (L.) Vahl, 1805 (Cyperaceae'') - Abildgaardia tristachya Vahl, 1805 (Cyperaceae) - Acaena adscendens Vahl, 1804 (Rosaceae) - Acaena adscendens Vahl, 1804 (Rosaceae) - Acaena lucida (Ait.) Vahl, 1804 (Rosaceae) - Acaena magellanica Vahl, 1804 (Rosaceae) - Acaena pumila Vahl, 1804 (Rosaceae) - Acaena sanguisorbae (L.) Vahl, 1804 (Rosaceae) - Acanthus ebracteatus Vahl, 1791 (Acanthaceae) - Acanthus repens Vahl, 1791 (Acanthaceae) - Achyranthes sarmentosa Vahl, 1791 (Amaranthaceae) - Acrostichum elegans Vahl, 1791 (Pteridaceae) - Adiantum viride Vahl, 1794 (Adiantaceae) - Aegiphila arborescens Vahl, (Lamiaceae) - Aegiphila villosa, Vahl (Lamiaceae) - Agrostis spicata, Vahl 1790 (Poaceae) - Aira alba, Vahl, 1817 (Poaceae) | - Aira alpina Vahl, (Poaceae) - Aira pubescens Vahl, 1794 (Poaceae) - Alopecurus antarcticus Vahl, 1791 (Poaceae) - Amasonia punicea Vahl (Lamiaceae) - Analectis speciosa Vahl, 1810 (Lamiaceae) - Anemone fasciculata Vahl, 1794 (Ranunculaceae) - Anemone triternata Vahl, 1794 (Ranunculaceae) - Annona asiatica Vahl, 1794 (Annonaceae) - Anthemis punctata Vahl, 1791 (Asteraceae) - Antherylium rohrii Vahl, 1792 (Lythraceae) - Antholyza caryophyllea Vahl, 1805 (Iridaceae) - Antholyza lucidior Vahl, 1805 (Iridaceae) - Antirrhinum dentatum Vahl, 1791 (Scrophulariaceae) - Antirrhinum thymifolium Vahl, 1791 (Scrophulariaceae) - Aponogeton lineare Vahl, 1794 (Aponogetonaceae) - Ardisia humilis Vahl, 1794 (Myrsinaceae) - Arenaria procumbens Vahl, 1791 (Caryophyllaceae) - Aristea coerulea Vahl, 1805 (Iridaceae) | - Aristolochia ringens Vahl, 1794 (Aristolochiaceae) - Arnica angustifolia Vahl , 1816 (Steraceae) - Arnica inuloides Vahl, 1791 (Asteraceae) - Arundo tenax Vahl, 1791 (Poaceae) - Ascium violaceum Vahl, 1798 (Marcgraviaceae) - Astragalus christianus Vahl, 1790 (Leguminosae) - Astragalus globosus Vahl, 1790 (Leguminosae) - Astragalus hirsutus Vahl, 1790 (Leguminosae) - Astragalus lagopodioides Vahl, 1790 (Leguminosae) - Astragalus peregrinus Vahl, 1790 (Leguminosae) - Astragalus poterium Vahl, 1790 (Leguminosae) - Astragalus rauwolfii Vahl, 1790 (Leguminosae) - Astragalus uralensis Vahl, 1790 (Leguminosae) - Avena alba Vahl , 1791 (Poaceae) - Avena forskaolii Vahl, 1791 (Poaceae) - Azorella caespitosa Vahl, 1794 (Apiaceae) |

## Onoruri
- Membru al Academiei Regale Daneze de Științe
- Membru al Academiei Regale Suedeze de Științe
- Membru al Academiei Leopoldine
- Genul de plante Vahlia Thunb. (Africa de Sud) din familia Vahliaceae și subclasa Asteridae a fost denumită după el.
- Genul de ierbi Vahlodea (Deschampsia)
- O stradă la Grădina Botanică din Oslo (1866), o stradă din Bergen (1877) și o școală din Oslo (1897) au fost numite după Vahl, iar un drum din Århus a devenit Martin Vahls Vej (1922).

## Publicații (selecție)
- Flora Danica, fasc. XVI-XXI, Editura Nicolaus Möller et Filius, Aulae Regiae Typographi, Hauniae 1787-1799 (editor și coautor)
- Symbolae botanicae, sive plantarum, tam earum, quas in itinere, imprimis orientali, 3 volume, Editura N. Möller et filius, Hauniae [Copenhaga] 1790–1794
- Nogle Iagttagelser ved en Reise giennem Norge til dets nordlige Dele, în: „Skrivter af Naturhistorie-Selskabet”, vol. 2, nr. 1, 1792, p. 1–71, și vol. 3, nr. 2, 1794, p. 157–206
- Icones illustrationi plantarum americanarum, 3 volume, Editura Nicolaus Möller et Filius, Aulae Regiae Typographi, Hauniae 1798–1799
- Enumeratio plantarum, vel ab alium vel ab ipso observatum, cum earum differentiis specificis, synonymis selectis et descriptionibus succinctis, 2 volume, Editura J.H. Schubothe, Hauniae 1804–1805 (postum)
- Eclogae americanae; seu, Descriptiones plantarum praesertim Americae meridionalis, nondum cognitarum, 4 volume, Editura Nicolaus Möller et Filius, Aulae Regiae Typographi, Hauniae 1796–1807
- Vahl's Climatic Zones and Biochores, Editura Munksgaard, Kopenhaga 1949